# 三杯酢
三杯酢（さんばいず）とは酢、醤油、砂糖（みりん）を混ぜた、合わせ調味料のこと。

## 概略
酢、醤油、砂糖（みりん）を1：1：1 の割合で合わせたもの。だしや煮きり酒を使って割ることもある。主に魚介類や野菜、漬け物に用いる。
酢には殺菌力があることが知られているが、三杯酢にも静菌効果が期待できる。ただし、殺菌力は二杯酢、三杯酢、甘酢の順に弱くなる（醤油を使用した合せ酢では、pHの上昇が一要因となり、殺菌力は甘酢、二杯酢、三杯酢の順に弱くなる）。

## 二杯酢
二杯酢（にはいず）は、本来は酢と醤油を1：1の割合で合わせたもの。ワカメやキュウリを使った酢の物、サラダなどに使われる。